# Itapemirim (microregio)
Itapemirim is een van de 13 microregio's van de Braziliaanse deelstaat Espírito Santo. Zij ligt in de mesoregio Sul Espírito-Santense en grenst aan de Atlantische Oceaan in het oosten, de deelstaat Rio de Janeiro in het zuiden, de microregio Cachoeiro de Itapemirim in het westen en de mesoregio Central Espírito-Santense in het noorden. De microregio heeft een oppervlakte van ca. 1279 km². Midden 2004 werd het inwoneraantal geschat op 75.644.
Drie gemeenten behoren tot deze microregio:
- Itapemirim
- Marataízes
- Presidente Kennedy

Mesoregio's: Central Espírito-Santense · Litoral Norte Espírito-Santense · Noroeste Espírito-Santense · Sul Espírito-Santense

Microregio's: Afonso Cláudio · Alegre · Barra de São Francisco · Cachoeiro de Itapemirim · Colatina · Guarapari · Itapemirim · Linhares · Montanha · Nova Venécia · Santa Teresa · São Mateus · Vitória